# Чёрная райская мухоловка
Чёрная райская мухоловка, или чернохвостая райская мухоловка, или темноспинная длиннохвостая мухоловка (лат. Terpsiphone atrocaudata), — вид птиц семейства монарховых.

## Описание
Голова голубовато-чёрного цвета, кожа вокруг глаз голубоватая. Спина и крылья пурпурно-коричневые. Длина самца 44,5 см, а самки 17,5 см. Самец имеет длинный хвост, который пурпурно-чёрного цвета, самка короткий коричневый хвост. Верхняя поверхность самки светлая, а длина хвоста меньше, чем у самца.

## Распространение
Мухоловки распространены по всей Восточной Азии, Японии, западной части Тихого океана. В фауне России редкий залётный вид, отмеченный за более чем 150 лет орнитологических наблюдений только 6 раз в прибрежных районах южной половины Приморского края. Е. П. Спангенберг упоминает о первом экземпляре добытым Саблиной в конце июня 1941 в бухте Находка залива Петра Великого и хранящемся в коллекции Зоологического музея МГУ.

## Питание
Охотятся на насекомых.

## Размножение
Откладывают от 3 до 5 яиц. Сезон размножения длится с мая по июнь. Период гнездования составляет 12—14 дней. Самец и самка строят гнездо вместе.